# BDZ

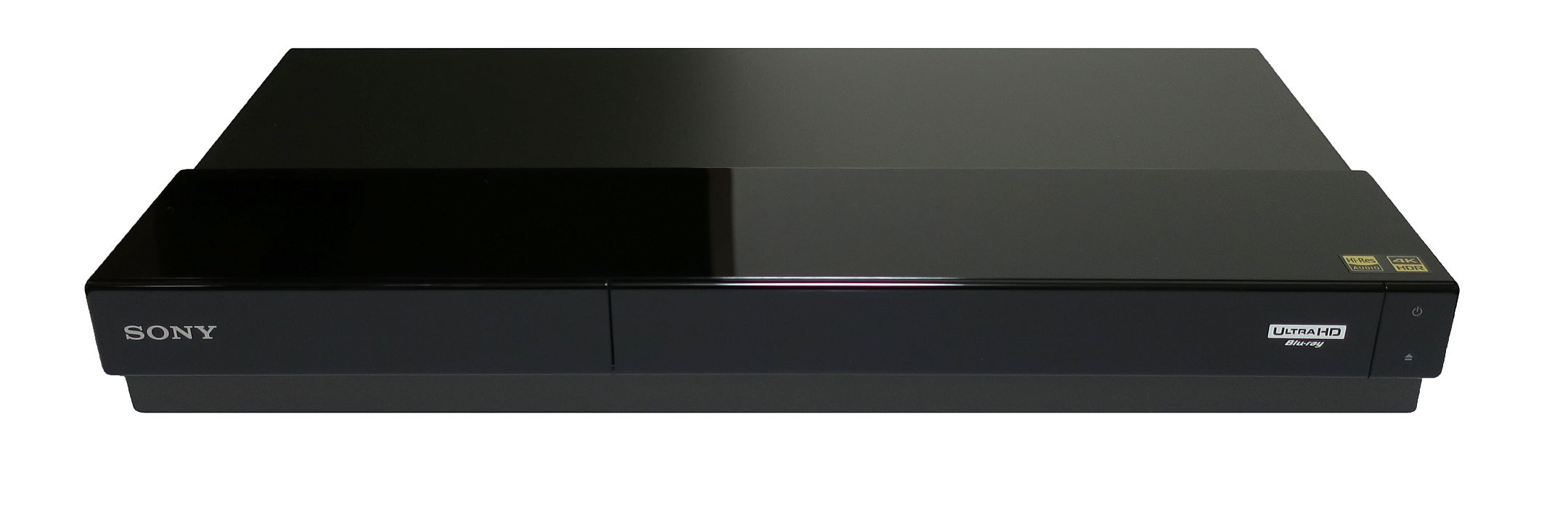
索尼BDZ-FT1000

BDZ為SONY在日本國內販賣的Blu-ray Disc錄放影機的共通型號與與品牌名稱。「BD」指對應Blu-ray、「Z」則表示有搭載數位調頻器。廣告代言人為音樂家矢澤永吉。

## 概要
2003年時發售當時世界上第一台BD錄放影機「BDZ-S77」。此後所有的BD錄放影機皆使用「BDZ」作為其型號。
2007年年終大戰時在次世代錄放影機（Blu-ray Disc、HD DVD錄放影機）市場獲得約6成的佔有率，因此獲得領導的地位。2008年2月東芝宣佈放棄旗下的HD DVD市場，因此次世代DVD的規格事實上已經被BD統一，使BD錄放影機的銷售量更為提高。2008年第一季後Panasonic、Sharp也加強了自身產品的陣容，因此目前市場上為3強互相競爭佔有率的狀況。
為優先使一般大眾知道其Blu-ray Disc錄放影機為次世代播放媒體，並沒有將此系列加上該公司的DVD錄放影機的「SUGO錄」商標。實際上有「SONY Blu-ray」商標名稱在、官方網站與廣告中皆使用「SONY Blu-ray」來作為代表。

## 機能與特徵

### x-OMAKASE、MARU錄
繼承該公司頻道服務CoCoon與DVD錄放影機SUGO錄系列功能而成的「x-OMAKASE、MARU錄」功能（依事先設定的條件與關鍵字從電子節目導覽中自動搜尋符合的節目並進行錄影）為其特色。此外也是第一個導入延長預約功能的業者，此功能在設定後若遇到職棒野球等運動節目時，因延長賽使節目加長時仍可正確錄影。另外也有當播放時間與預約時間有差異時，可以依電子節目表的節目名稱進行比對並變更錄影時間的功能。也具備檢測播放內容中的廣告並依此進行前後章節分段功能。
2008年秋天發表的機種中，除了有依關鍵字進行查詢外，還加入了當時流行類似電視情報誌的關鍵字提案功能「x-OMAKASE 機器」。

### MPEG-4 AVC壓縮
2007年11月發售的BDZ-X90/L70/T70/T50與2008年4月發售的BDZ-A70/T90搭載了MPEG-4 AVC格式的影像壓縮功能，可進行XR（15Mbps）・XSR（12Mbps）・SR（8Mbps）・LSR（6Mbps）四種模式的高畫質影片錄製。標準模式SR為地面數位元放送（約17Mbps）的1/2流量(比特率)，可達成不太影響畫質又能紀錄2倍時間影像的錄影。LR（4Mbps）・ER（2Mbps）僅支援標準解像度影像。
可支援硬碟・BD即時壓縮紀錄。硬碟可以MPEG-2 TS（DR模式）對錄下來的影像進行壓縮縮並燒錄到BD中，但硬碟→硬碟的壓縮錄影是不支援的。剪輯編輯等也能以MPEG-2 TS格式進行（另外Panasonic的產品只能MPEG-2 DR模式下以幀為單位進行編輯）。
聲音並非直接以AAC格式直接進行紀錄，而是以數位杜比技術進行轉換而存成5.1ch環繞音檔。
雖然SONY為第一個發表了有MPEG-4 AVC編碼功能錄放影機的廠商，但Panasonic比SONY提早了1個星期發售旗下的同世代產品DIGA、因此「世上最早」的頭銜就讓給的DIGA。
Panasonic產品可支援以MPEG-4 AVC High Profile編碼的 Full HD（1920×1080）影片，東芝的VARDIA RD-A30也可以支援Full HD的影片，但SONY早期採用Main Profile編碼，最大解析度只能到1440×1080。由於地面數位放送的解析度為1440×1080，所以SONY早期的產品在録地面數位電視時沒有問題，但遇到使用Full HD格式進行放送的一部分BS數位放送節目時，會有因壓縮處理造成解析度下降的情形。（2008年秋季後的機種就可支援High Profile・1920×1080格式，因此性能不遜於其他廠商產品）
Panasonic與東芝產品不支援以AVCREC格式錄製的高解析度DVD。由於要播放AVCREC的DVD影片要專用的撥放器，因此在由DVD演進成BD後此過度時期的功能就被捨棄掉了。

### 各DVD規格的支援性
以DVD-RAM來看，2006年機種BDZ-V7/V9僅有播放功能。2007年11月發售的BDZ-T50/T70/L70/X90、2008年4月發售的BDZ-A70/T90連SUGO錄的撥放功能也沒有，但2008年秋天以後發行的機種就能夠使用此播放功能。
2006年以後的機種可與SUGO錄機種一樣支援DVD+R・DVD+RW格式的影片播放。DVD+R/+RW與DVD-RAM規格之爭可參考「DVD」・「DVD錄放影機」。
DVD-R DL（雙層DVD-R）僅能播放而不能錄影（2006年以後的機種）。

### i.LINK（TS）端子
2003年的BDZ-S77有付i.LINK（S200）端子。此端子可用於BDZ-S77間與和SONY製造的部份數位調頻器（DST-BX500（BS・110度CS）、DST-TX1（地上・BS・110度CS）、DST-MS9（SkyPerfecTV等）、附數位調頻器的電視等裝置進行影像轉移。但是針對地面數位/110度CS數位放送的支援升級是需要付費的。
2006年以後的機種與其他業者的BD/HD DVD錄放影機（Panasonic DMR-BR100/BR500/BR550/BR630V/BW570、三菱Victor產品除外）不同，並沒有付i.LINK（TS）端子。因此SONY的產品無法與現有它牌的數位錄放影機進行影片的數位轉移。

### 與攝影機的連結
BDZ-V7/V9以後的機型皆支援AVCHD格式的播放。SONY的一般攝影機為日本的市佔率第一名，且有許多攝影機皆對應多媒體功能，因此可以與錄放影機進行各式各樣的連結功能。特別是其最大的對手Panasonic 在2008年以後的錄放影機產品雖然有增加以USB端子進行連結的功能，但目前官方並沒有提供可使用此端子進行HDV的傳輸動作的產品，所以實際上沒有用處（Panasonic沒有生産HDV型號產品），這是SONY與其他公司最大的不同。
BDZ-T50/T55/T70/T75/T90為沒有付USB端子的末代產品，僅使用8cmDVD/BD進行儲存。
BDZ-A70/A750/A950/L55/L70/X90/X95/X100具備USB與i.LINK（HDV）端子，可支援MPEG-2 PS/MPEG-2 TS/MPEG-4 H.264/Hi8/Digital8/HDV/AVCHD等格式與TAPE/DVD/BD/HDD/記憶卡等媒體，幾乎可以將所有類型攝影機內的影像轉移成BD/DVD（MICROMV・SD記憶卡・SDHC記憶卡除外）。
另外BDZ-L95除了上述的功能外還多了業界中首次加入的支援前置支援MEMORY STICK(動畫・照片)/SD卡・SDHC卡(動畫・照片)/CF卡(僅照片)的記憶卡插槽，也是同業BD錄放影機中個第一個可同時支援MEMORY STICK與SD卡的機型（先前曾發行過數種具備MEMORY STICK插槽的DVD錄放影機）。
此外2006年時推出的BDZ-V7/V9僅可支援標準畫質模式與HDV模式。
| 媒體/機種               | BDZ-V7/V9 | T系列 | A/X系列 | L系列  | BDZ-RS10/RX30 | BDZ-RX50/RX100/EX200 |
| ----------------------- | --------- | ----- | ------- | ------ | ------------- | -------------------- |
| Digital8（含Hi8）       | ○         | ×     | ○       | ○      | ○             | ○                    |
| DV 録影帶（含HDV）      | ○         | ×     | ○       | ○      | ×             | ○                    |
| 8cmDVD（含AVCHD）       | 僅SD○     | ○     | ○       | ○      | ○             | ○                    |
| 8cmBD                   | ×         | ○     | ○       | ○      | ○             | ○                    |
| 硬碟（含AVCHD）         | 僅SD○     | ×     | ○       | ○      | ×             | ○                    |
| SD記憶卡（含AVCHD）     | ×         | ×     | ×       | 僅L95○ | ×             | 僅RX100○             |
| MEMORY STICK（含AVCHD） | ×         | ×     | ○       | ○      | ×             | ○                    |
| 內建記憶體（含AVCHD）   | ×         | ×     | ○       | ○      | ×             | ○                    |

### 其他
- 2006年之後的高階機型具備與PSP(以及2008年後部份的WalkMan與手機)連結功能「請慢走・歡迎回來」。
- 2006年12月之後機種皆使用XMB為其使用者介面。
- 2008年春天奇的產品與其他公司相比，最高階機種也僅使用較小的500GB硬碟。2008年秋天的新機種則內建1TB硬碟、2009年秋天的新機種則首次使用2TB硬碟。
- 可支援多種媒體放送的SUGO錄/BDZ系列在將數位放送以VR模式/AVC壓縮進行錄影時，有可將字幕與影像合併的功能。2009年時有此功能的DVD/BD錄放影機僅有SONY在販售。
- 有製作播放清單功能的BD錄放影機僅在SONY的A750/A950之候的機種才具備。但內含有複製限制（COPY1・Dubbing10等）影片的播放清單無法進行移轉。
- 關於節目中附加的放送資料，在錄影到硬碟時並不會被記錄進來。這些附屬資料雖然無法一倂記錄到硬碟與BD中，但在DR模式時具有將此部分的流量移除使多媒體能進行更有效利用的優點。

## 歷史
2003年
4月、發表世界第一台BD錄放影機「BDZ-S77」。本機種僅能使用付卡夾的BD-RE（Ver.1.0）來進行錄影，沒有內建硬碟也無法進行DVD錄影。此外當時由於業者訂定的市場價格為日幣40萬元的高價，造成普及上相當困難。另外由於發售時地上數位放送尚未開始，所以僅配有BS的數位調頻器。
2004年
3月與10月時開始接受BDZ-S77機型的2種付費昇級作業，使其能支援地上/110度CS數位放送的各種影片（需要使用外部調頻器）與COPY 1的移轉功能。
此後因BD-ROM規格制定的緩慢與DVD錄放影機銷售不佳，到2006年為止各業者都沒有發表新產品（原本SONY預定於2005年夏天發售第一次撘載數位調頻器的SUGO錄「RDZ-D5」與第2代BD錄放影機）。
2006年
6月停止生產已推出並生產了3年以上的第一代BD錄放影機「BDZ-S77」。
12月發售搭載硬碟的BD錄放影機「BDZ-V7/V9」2種機型，V9於12月8日而V7則於12月16日發售。兩機型皆搭載了地上電波・BS/110°CS數位調頻器。從機型開始可支援BD-ROM的播放，實際上可以說是第一代的BD錄放影機。其使用者介面與電路板，功能等是以高階SUGO錄為基礎設計而成的。但是由於不支援雙層BD-R/-RE的記錄/播放，其人氣度不如同時期發售Panasonic BD錄放影機「DMR-BR100/BW200」。
同年11月發售具備BD播放功能的遊戲主機、PlayStation 3。另外2007年12月時可播放BDAV格式BD-R/RE播放機只有SHARP的AQUOS BD-HP1與PS3（Pioneer與Denon等其他的BD播放機都只能支援BD-ROM/BDMV格式）。
2007年
夏季時BDZ-V9/V7停止生產，往後在發售新機種前都為庫存品。
11月8日發售搭載MPEG-4 AVC編碼器，可以硬碟與BD錄下更長的高解析度影片，並支援Dubbing 10（升級光撥服務後可支援）的4個機種「BDZ-T50/T70/L70/X90」。
2008年
2月SONY完全退出DVD錄放影機市場，專門著重在BD錄放影機的推廣。
4月新發售了第一台可與WalkMan連結的「BDZ-A70」與低價具備500GB硬碟的「BDZ-T90」兩項產品。
9・10月、發售了性能大幅度增強的新機種「BDZ-X100/X95/L95/L55/T75/T55」。而後継機型部份僅有A70到2009年4月為止還在販售。
2009年
4月新發售首次支援acTVila 影片下載的「BDZ-A750」「BDZ-A950」。同時間A70與L55停止生產。
9月發售設計與使用者介面、系列風格皆大幅度修改的「BDZ-RS10」「BDZ-RX30」「BDZ-RX50」「BDZ-RX100」「BDZ-EX200」。同時這些系列的舊有機種皆停止生產。

## SONY對於BD錄放影機的戰略

### 生産・販售戰略
SONY在2007年9月12日新商品發表會上宣佈，停止所有在國內推出的DVD錄放影機的販賣。因此該公司的DVD錄放影機品牌SUGO錄系列就此畫下休止符，此為日本國內大企業中最早放棄DVD錄放影機市場並全部轉向BD錄放影機的廠商（2008年1月時，還在生產的DVD錄放影僅剩下「RDZ-D700」1種而已）。
2007年機種的發展也如同先前提到的，放棄DVD錄放影機並全部轉向「BD」的主張。SONY自2007年的冬天開始就如同先前預期的，急速擴展BD錄放影機的市場，分配了許多生產線進行生產。雖然因此可以隨時進行產品的增量，但到2008年1月為止產品類別仍然不多。因此宣佈退出DVD錄放影機市場也可能是猜想到此狀況而做的決定。
反過來看Panasonic並沒有做出如此大的變動，仍然認為舊有的DVD錄放影機為市場的主流，但與其預料的不同BD錄放影機銷售熱賣，因此該公司的BD錄放影機到新年時產品依然很少。
2007年12月時，在新機種發售的9月時DVD/BD/HD DVD錄放影機中BD/HD DVD錄放影機比比例約1.8%，但11月時則成長10倍以上到約20%。另外BD與HD DVD的占有率比最大差距到99:1，因此在日本次世代DVD的規格之争BD佔有決定性的優勢。這也是造成東芝放棄HD DVD事業，使BD贏得次世代規格之爭的原因之ㄧ。

### 廣告
2006年－2007年撥放的電視廣告為放映各式各樣的自然風景。標題為「開創未來的光碟片，SONY Blu-ray。」「現在，所有的美以高解析度呈現在您手中。」
2007年的廣告代言人為矢沢永吉。以用高解析度電視看標準畫質DVD「太浪費了」為訴求進行拍攝，其大膽的廣告引起相當大的話題，在『Mecha-Mecha Iketeru!』的節目宣傳中還特別製作了以此而成的模仿秀。

## 產品編號

### 2003年4月發售機型
BDZ-S77
世界上第一台BD錄放影機，由於未內建硬碟因此無法進行DVD的錄影與播放。可使用媒體只有BD-RE（Ver.1.0）格式光碟片。發售時的市場價格約40萬日圓的高價，生產到2006年夏天。
同世代的其他公司產品
- Panasonic：Blue Ray DIGA DMR-E700BD
- Sharp：AQUOS高解析度錄放影機 BD-HD100（160GB HDD、市第一台也是最後一台有搭載DVD/BD收讀取頭的機型）

### 2006年12月發售機種
BDZ-V7
搭載250GB的硬碟。其他的主要機能請參照「特徵」。
BDZ-V9
搭載500GB的硬碟。V9特有的功能為可與PSP連結的「請慢走・歡迎回來傳送」，內建Home Serve功能。支援1125p（1080p）影像的倍增輸出功能。
同世代の他社製品
- Panasonic：Blue Ray DIGA DMR-BR100/BW200
- 東芝：HD DVD VARDIA RD-A1/A300/A600

#### 2006年12月發售機種特徵
SONY首次內建硬碟的BD錄放影機，可進行DVD的錄影/播放。內建了繼承自SUGO錄的「x-OMAKASE・MARU錄」等可以追蹤節目延長的追蹤功能。也可支援2006年規格策定完成的BD-ROM（市售BD影碟）的播放。
但是不支援HD Audio（Dolby TrueHD・Dolby Digital Plus・DTS-HD）的解碼與使用HDMI進行輸出，僅能播放舊規格卡匣式BD-RE（Ver.1.0）。BD-R/RE僅能使用單層進行播放錄影/播放。這是造成被當時的Panasonic搶走許多市場的原因之ㄧ，也使SONY被認為是技術力不足。此機型使用DVD-RAM時僅能播放，使用DVD-R DL（雙層DVD-R）時錄影/播放皆不能。
使用者介面此用XMB，其他的部分與內部原件機皆以高階機種SUGO錄為基礎（以V7:RDZ-D700/V9:RDZ-D900A為基礎）設計而成，全機種接搭載數位雙頻調頻器。2不支援2008年商品化的有機色素BD-R（LTH）光碟的讀取。前方面板為藍色，備有自動開關機功能。發售時業者的預定市場售價為V7：25萬日幣・V9：30萬日幣。雖然比S77價錢稍低，但仍然是非常昂貴。
使用廣播更新後可支援Dubbing 10。

### 2007年11月發售機種
BDZ-T50
內建250GB硬碟。因其為最廉價機型，所以僅搭載單系統的數位調頻器。2007年年末商品大戰最便宜的有到每台8萬日圓以下。
BDZ-T70
內建320GB硬碟。為V7的後繼機種。可同時錄2個節目。為2007年度的主力機種。
BDZ-L70
內建320GB硬碟，以T70為基礎強化了與Hi-Vision、Handycam的連動，附有「One Touch Dubbing Button」與i.LINK（此為將攝影機中的檔案轉移至錄放影機專用，不支援TS輸出入使用）、USB等端子。此機種的產生是由於去年生產的V7/V9機種有對HDV高解析度Handycam的使用者進行DM的發送，並使V7/V9銷量大增的緣故。
BDZ-X90
內建500GB硬碟，為V9的後繼機且為錄放影機中的最高階機種。可同時錄兩個節目，搭載可與PSP連結的「請慢走・歡迎回來傳送」與高音質組件。並首次內建原本使用在WEGA・BRAVIA上的增倍技術DRC-MF（v2.5），使其能進行1125p（1080p）的增倍輸出。支援Deep Color技術。機體按鍵為金屬塗裝為其與其他機型差異較大之處。
同世代的其他公司產品
- Panasonic：Blue RayDIGA DMR-BR500/BW700/BW800/BW900
- Sharp：AQUOS Blue Ray BD-HDW15/HDW20
- 三菱電機：REAL Blue Ray DVR-BZ100/BZ200
- 東芝：HD DVD VARDIA RD-A301（RD-A302/A502/X7還未發售就已放棄HD DVD市場）

#### 2007年11月發售機種特徵
主要指出與去年機種不同的地方。機種由去年的2種增為今年的4種，以使用方式對商品進行分類。經2008年7月4日廣播升級後可支援にDubbing10。可支援與2007年9月後發售的BRAVIA（「M1」除外）連結功能BRAVIA Link。內建MPEG-4 AVC編碼器，可以在使用硬碟與BD錄影時，在一樣的高解析度下有更長的錄影時間。搭載了可以自動追蹤節目延長進行錄影調整的「x-OMAKASE、MARU錄」功能。其電路板部分有針對BD錄放影機進行重新設計。終於可以支援BD-R DL/RE DL（雙層BD）的錄影/播放，也可支援有機色素BD-R（LTH）的錄影/播放。
舊規格的卡匣式BD-RE（Ver.1.0）僅剩下播放功能。DVD-RAM則是連播放都不行。DVD-R DL（雙層DVD-R）與前代一樣無法紀錄與播放。無法直接錄影片至DVD中。BD則是可以進行錄影。此代機種不僅能進行HDV格式的轉錄，還能支援AVCHD格式的高解析度Handycam進行轉錄動作（僅X90/L70）。
遙控器為全新設計，移除了搖桿設計，這是因為有許多的高齢使用者提供的建議。全機種皆可支援新色域規格x.v.Color，支援「SONY Home Link」（Home Serve功能）（僅X90/L70）。前方面板顏色由藍色改為黑色，前面板的自動開關功能因低價化考量而廢除了。
發售時業者預定的事場價格為T50：14萬日圓・T70：16萬日圓・L70：18萬日圓・X90：20萬日圓。最高階機種X90也比去年最便宜的低階機V7還便宜，接近高階DVD錄放影機價格。由於年末商業戰爭中Panasonic推出的競爭機種為高價機，這是使SONY市場占有大幅度增加的主要原因。但是Panasonic為了對抗SONY於2008年3月推出僅搭載單調頻器的低價機種DMR-BR500，因此往後的市場占有率為大家注意的焦點。
全機種皆具備BD-ROM Video的1080/24p輸出（HDMI）、HD Audio（TrueHD・DD+・DTS-HD）的解碼與HDMI輸出的功能。

### 2008年4月發售機種
BDZ-T90
內建500GB硬碟。可同時錄2個節目。是主要以使用DR模式進行錄影為設計目標的低價高容量機種，基本規格與T70相同。
BDZ-A70
內建320GB硬碟。也可同時錄2個節目。為重視傳輸機能的機種，搭載了「One Touch Dubbing Button」功能。另外原本僅支援PSP的「請慢走，歡迎光臨」傳送功能，在這台機台中也可對應Walk Man（僅一部份A系列機種）。不只可使用HDV方式，也可從AVCHD格式的高解析度Handyca中進行資料移轉。支援「SONY ROOM LINK」（HOME SERVE功能）。
同世代的其他公司產品
- Panasonic：Blue RayDIGA DMR-BR500/BW700/BW800/BW900
- Sharp：AQUOSBlue Ray BD-HDW15/HDW20
- 三菱電機：REALBlue Ray DVR-BZ100/BZ200

#### 2008年4月發售機種特徵
基本規格、共通功能可參考去年11月發售的機種。前代的4個機種仍然繼續販售。支援Dubbing10（予定）。具備與2007年9月以後發售的BRAVIA（「M1」除外）連結的「BRAVIA Link」功能。全機種可支援新色域規格x.v.Color。
發售時業者訂的市場售價為T70：17萬日圓、A70：17萬日圓。兩機種的價格皆落在T70與L70的價格區間中，此時SONY的BD錄放影機陣容為業界間最大的。
全機種皆支援BD-ROM Vedio1080/24p輸出（HDMI）、HD Audio（TrueHD・DD+・DTS-HD）的解碼。

### 2008年9/10月發售機種
BDZ-T55
內建320GB硬碟。T50的後繼機種。不可同時錄2個節目。
BDZ-T75
內建320GB硬碟。T70的後繼機種。可同時錄2個節目。
BDZ-L55
內建320GB硬碟。新機種。不可同時錄2個節目。
BDZ-L95
內建500GB硬碟。T90/L70的後繼機種。可同時錄2個節目。
BDZ-X95
內建500GB硬碟。X90的後繼機種。可同時錄2個節目。
BDZ-X100
內建1000GB硬碟。新機種。可同時錄2個節目。
同世代其他公司產品
- Panasonic：Blue RayDIGA DMR-BR630V/BW730/BW830/BW930
- Sharp：AQUOSBlue Ray BD-HD22/HDV22/HDW22/HDW25/HDW30
- 三菱：REALBlue Ray DVR-BZ110/BZ210/BF2000
- 日本Victor：DR-BX500（三菱的OEM）
- Pioneer：BDR-WD700/WD900（Sharp的OEM）

#### 2008年9/10月發售機種特徵
X/L系列在9月27日發售、T系列則在10月10日發售。A70為唯一繼續販售的前一代機種。
全機種皆搭載新開發的高畫質回路「CREAS」。使以往被認為劣於PanasonicDIGA的播放功能得到大幅度強化。也支援BD-Live功能，而且X系列還搭載了「DRC-MF v3」、業界首見的雙系統HDMI輸出端子，還具備與A70相同傳送功能，但除了Walk Man、FOMA（僅類比放送）外，多支援了PSP。另外SONY首台(含DVD錄放影機)內建1TB硬碟的機種(BDZ-X100)也於此時出現。
AVC壓縮技術強化了High Profile，使XR(15Mbps)・XSR(12Mbps)・SR(8Mbps)的模式下皆可支援Full HD格式(1920×1080)。LSR模式可使舊有的6Mbps轉換為5Mbps。甚至LR(4Mbps)也可支援高解析度影像，使雙層BD可以最大紀錄24時的高解析度影片。
內建x-OMAKASE引擎，具有可將各種錄影進行整體移轉，及高速移轉中還可進行錄影的新功能。
BD記錄速度維持在最快4倍速（同時期的DIGA則到6倍速）。另外針對DVD-RAM的播放相容性在2006年機種廢除後，在經過2年的時間又於此系列再度復活。

### 2009年4月發售機種
BDZ-A750
內建320GB硬碟。可同時錄2個節目。
BDZ-A950
內建500GB硬碟。也可同時錄2個節目。
同世代的其他公司製品
- Panasonic：Blue RayDIGA DMR-BR550/BW750/BW850/BW950
- Sharp：AQUOSBlue Ray BD-HDS32/HDW32/HDW35/HDW40

#### 2009年4月發售機種特徵
2009年3月26日發售。

### 2009年9/10月發售機種
BDZ-RS10
內建320GB硬碟。T55的後繼機種。
BDZ-RX30
內建320GB硬碟。T75的後繼機種。可同時錄2個節目。
BDZ-RX50
內建500GB硬碟。A750/A950的後繼機種。可同時錄2個節目。
BDZ-RX100
內建1000GB硬碟。L75/X95的後繼機種。可同時錄2個節目。
BDZ-EX200
內建2000GB硬碟。X100的後繼機種。可同時錄2個節目。
同世代其他公司產品
- Panasonic：Blue RayDIGA DMR-BR670/BW570/BW770/BW870/BW970
- 三菱：REALBlue Ray DVR-BZ130/BZ230/BZ330/BV530

#### 2009年9/10月發售機種特徵
2009年9月19日發售。設計與使用者介面接相較於以前的機種進行大幅度的修改，基本上硬碟容量相同的機種可區分為同一系列。支援Skyper!HD錄影。
不支援早先機種提供的類比放送節目表功能（G Gudies）。

## 其他公司的相關競爭產品
- DIGA (Panasonic) ・・・有販售BD錄放影機。2007年以後的機種也有搭載AVCREC。
- AQUOS高解析度錄放影機、AQUOSBlue Ray（SHARP）・・・有販售BD錄放影。
- REAL (MITSUBISH)・・・有販售BD錄放影。所有機種皆搭載AVCREC。基礎裝置為Panasonic提供的OEM。
- VARDIA (TOSHIBA)・・・到2008年3月為止販賣的為BD的競爭者HD DVD、錄放影機。
- Wooo（HITACHI）・・・Panasonic提供的OEM，但只出了1個機種就撤退了。還有販售BD攝影機。
- Pioneer・・・現行機種為Sharp提供的OEM。BD光碟機為自行開發・生産。
- RAKU錄Blue Ray（Victor）・・・BD錄放影機為三菱電機的OEM，僅販售DR-BX500 1個機種。搭載AVCREC功能。